# يوليوس كورتيس تاونسند
يوليوس كورتيس تاونسند (بالإنجليزية: Julius Curtis Townsend)‏ هو ضابط أمريكي، ولد في 22 فبراير 1881 في Battle of Athens (1861) ‏ في الولايات المتحدة، وتوفي في 28 ديسمبر 1939.